# Saus, Camallera i Llampaies
Saus, Camallera i Llampaies (em catalão e oficialmente) ou Saus, Camallera y Llampayas (em castelhano) é um município da Espanha na comarca de Alt Empordà, província de Girona, comunidade autónoma da Catalunha. Tem 11,4 km² de área e em 2021 tinha 865 habitantes (densidade: 75,9 hab./km²).
Até 2006, o município chamou-se apenas Saus; nesse ano o nome oficial em catalão passou a incluir os nomes do antigos municípios de Camallera e Llampaies (em castelhano: Llampayas). A capital municipal é Camallera, que é também a localidade com mais população.

## Demografia
| Variação demográfica do município entre 1991 e 2004[carece de fontes?] | Variação demográfica do município entre 1991 e 2004[carece de fontes?] | Variação demográfica do município entre 1991 e 2004[carece de fontes?] | Variação demográfica do município entre 1991 e 2004[carece de fontes?] |
| ---------------------------------------------------------------------- | ---------------------------------------------------------------------- | ---------------------------------------------------------------------- | ---------------------------------------------------------------------- |
| 1991                                                                   | 1996                                                                   | 2001                                                                   | 2004                                                                   |
| 705                                                                    | 703                                                                    | 686                                                                    | 713                                                                    |